# Santa Cruz de los Cáñamos
Santa Cruz de los Cáñamos é um município da Espanha na província de Ciudad Real, comunidade autónoma de Castilla-La Mancha, de área 17,72 km² com população de 625 habitantes (2006) e densidade populacional de 36,39 hab/km².

## Demografia
| Variação demográfica do município entre 1991 e 2004 | Variação demográfica do município entre 1991 e 2004 | Variação demográfica do município entre 1991 e 2004 | Variação demográfica do município entre 1991 e 2004 |
| --------------------------------------------------- | --------------------------------------------------- | --------------------------------------------------- | --------------------------------------------------- |
| 1991                                                | 1996                                                | 2001                                                | 2004                                                |
| 673                                                 | 687                                                 | 643                                                 | 638                                                 |